# Marianne Deml
Marianne Deml (* 8. März 1949 in Neunburg vorm Wald) ist eine deutsche Politikerin. Sie gehörte von 1990 bis 2008 als Abgeordnete der CSU dem Bayerischen Landtag an. Von Juni 1993 bis Januar 2001 war sie Staatssekretärin im Bayerischen Staatsministerium für Ernährung, Landwirtschaft und Forsten.

## Leben
Deml besuchte von 1966 bis 1968 die Höhere Fachschule für ländliche Hauswirtschaft in Triesdorf. Von 1968 bis 1971 war sie in der Diözese Regensburg als Diözesanreferentin der Katholischen Landjugendbewegung (KLJB) tätig. Im Anschluss daran arbeitete sie vier Jahre lang als Erzieherin. 1978 legte sie ihre Meisterprüfung in der ländlichen Hauswirtschaft ab. Von 1981 bis 1985 war sie nebenberuflich an verschiedenen Berufsschulen tätig. Von 1989 bis 1990 war sie Referentin für Öffentlichkeitsarbeit bei der Solar-Wasserstoff-Bayern GmbH.

## Politische Laufbahn
Ihr politisches Engagement begann 1977 mit dem Eintritt in die CSU. Seit 1984 ist sie Kreisrätin im Landkreis Schwandorf. Bei den Landtagswahlen 1990 wurde sie erstmals in den Bayerischen Landtag gewählt, dem sie seither ununterbrochen angehörte. Im Juni 1993 wurde sie unter Staatsminister Reinhold Bocklet in das Amt der Staatssekretärin im Bayerischen Landwirtschaftsministerium berufen, das sie bis Januar 2001 bekleidete. Zur Landtagswahl in Bayern 2008 stand sie nicht mehr zur Wahl.
Für ihre Verdienste wurde sie 2006 mit dem Bayerischen Verdienstorden ausgezeichnet.